# أوغسطس ميريديث
أوغسطس ميريديث نانتون (الإنجليزية: Augustus Meredith Nanton)‏ (7 مايو 1860 – 24 أبريل 1925) كان أحد أبرز المستثمرين والمطورين في كندا الغربية، خصوصًا في مدن وينيبغ وفانكوفر وكالجاري.
في غرب كندا، سُمّيت مدينة نانتون في مقاطعة ألبرتا باسمه، كما توجد شوارع تحمل اسمه في اثنتي عشرة مدينة وبلدة كندية.

## مسيرته
وُلِد نانتون في تورونتو بمقاطعة أونتاريو، وانتقل لاحقًا إلى وينيبغ حيث عاش لأكثر من أربعين عامًا وأصبح شخصية محورية في تطوير البنية الاقتصادية للمدينة. ساهم في تمويل وتطوير مشاريع عقارية وتجارية كبرى، وكان له دور أساسي في ازدهار الاقتصاد المحلي.

## المساهمة في الحرب العالمية الأولى
كان ملتزمًا بشكل كامل بدعم النصر في الحرب العالمية الأولى، حيث تبرع بأكثر من نصف ثروته لدعم المجهود الحربي، كما عمل على مساندة الجنود الكنديين في أوروبا مع المحافظة على استقرار اقتصاد وينيبغ خلال فترة الحرب.

## التكريم
تقديرًا لخدماته في زمن الحرب، منحه الملك جورج الخامس لقب فارس في عام 1917، كما حصل على وسام فارس من وسام القديس يوحنا.

## وفاته
توفي نانتون في تورونتو أثناء توليه منصب رئيس بنك الدومينيون، ودُفن في وينيبغ حيث عاش معظم حياته.